# トゥアゴン
トゥアゴン（Turgon、二本の木の時代? - 太陽の時代510年または511年）は、J・R・R・トールキンの中つ国を舞台とした小説、『シルマリルの物語』の登場人物。隠れ都市ゴンドリンの王。フィンゴン亡きあとのベレリアンドにおけるノルドールの上級王。
ヴァリノールにおけるかれのクウェンヤ名は、「力ある勇者」を意味する、トゥルカーノ（Turukáno）であった。「トゥアゴン」はこのクウェンヤ名をシンダール語化したものである。
父はベレリアンドのノルドールの上級王フィンゴルフィン。母はアナイレ。
兄にフィンゴン、妹にアレゼル。後期の文献にのみ登場する弟にアルゴンがいる。
妻はエレンウェ。娘にイドリルがいる。

## ヴァリノールにおけるトゥアゴン
トゥアゴンは二本の木の時代のヴァリノールで、ノルドールの上級王フィンウェの第2子フィンゴルフィンとノルドールの女性アナイレとのあいだにで生まれた。
シルマリルがモルゴスによって盗まれ、伯父フェアノールがノルドールの上級王として中つ国への帰還を決めると、トゥアゴンはフィンゴルフィンとともに強く反対したが、結局フィンゴルフィンはフェアノールに従ったため、トゥアゴンも中つ国への行軍に参加した。フィンゴルフィンは、フェアノールの強い言葉に心を動かされた多くのフィンゴルフィンの民を、見捨てることが出来なかったからである。またトゥアゴンの兄フィンゴンも中つ国への帰還を望み、父にそうするように勧めたからである。しかしノルドールの多くはフェアノールよりもフィンゴルフィンにしたがっていたため、ノルドール最大の軍勢を率いたのはフィンゴルフィンであった。かれらはフェアノールの軍勢のあとを進んでいった。トゥアゴンの妻エレンウェと、娘イドリルも行動をともにした。
アルクウァロンデでの同族殺害ののち、アラマンの荒野でヴァラールの言が下ると、ノルドールは畏怖し、フィナルフィンはかれの民を率いてヴァリノールへ退いた。しかしフィナルフィンの息子たちは、フィンゴルフィンの息子たちへの友情のため、先に進んだ。フィンゴンとトゥアゴンの心は強く、中つ国への帰還を諦めるつもりはなかったからである。
アラマンの果てで氷の海峡ヘルカラクセを前にして、寒さに苦しんだフィンゴルフィンの民は後悔し、フェアノールを非難した。フェアノールとその息子たちは、アルクウァロンデでオルウェの民から奪った船を自らのためにのみ用いて、フィンゴルフィンの民を置き去りにすることに決めた。フェアノールの一党は中つ国にたどり着くと船を焼き払い、それを見たフィンゴルフィンはフェアノールの裏切りを知った。しかしフィンゴルフィンの軍勢は多くの犠牲を出しながらヘルカラクセを渡りきり、フェアノールの一党への愛情はなくなった。トゥアゴンの妻エレンウェもまた亡くなり、このためトゥアゴンは、フェアノールとその息子たちへの敵意を持った。

## ベレリアンドにおけるトゥアゴン
フィンゴルフィンがベレリアンドに上陸するとまもなく太陽が昇り、それを恐れたモルゴス軍はアングバンドに退いた。かれはアングバンドの門に来てそれを打ち叩いたが、モルゴスは応じなかった。フィンゴルフィンは退き、ミスリム湖の北岸のヒスルムから統治した。トゥアゴンはヒスルムの南西の地ネヴラストの領主となり、大海に臨むヴィンヤマールに住んだ。ネヴラストではノルドールとシンダールが混ざり合って住み、一つの民になっていった。

### 隠れ王国ゴンドリン
太陽の時代の50年に、トゥアゴンはフィンロドとシリオン河沿いを旅した。ウルモは眠っている二人に警告の夢を見せて、モルゴスの勢力への不安をうえつけた。そのため二人はそれぞれにモルゴスの勢力から安全な隠れ場所を探しもとめた。翌年ウルモはトゥアゴンの前に現れ、かれを環状山脈のトゥムラデンの谷へと導いた。トゥアゴンはここにアマンの地のティリオンの都を模した都市を築くことに決め、ダゴール・アグラレブのあと、多くの技術者を秘密裏に送り込んだ。52年の時をかけて隠れ都市は完成し、かれはネヴラストを捨て、フィンゴルフィンの民の三分の一と、多くのシンダールを連れて移り住んだ。ウルモの加護によってトゥアゴンの行軍は隠されたため、多くのノルドールが「トゥアゴンの隠れ王国」を探したが、マンウェの鷲のほかは、だれもゴンドリンの場所を知ることがなかった。
唯一、ゴンドリンに到達したのはトゥアゴンの妹アレゼルと夫婦になったシンダール族のエオルである。トゥアゴンは彼を義弟として扱うことを約束し、ゴンドリンに帰化させようとするも、エオルはノルドール族がベレリアンドに災厄を招いたとしてこれを拒否。息子のマイグリンと無理心中を図ろうとするも、マイグリンを庇ったアレゼルを誤殺。王妹殺しの罪で死刑に処せられた。
ニアナイス・アルノイディアド（尽きせぬ涙の合戦）においてトゥアゴンはじめノルドールの勢力はモルゴスに大敗北し窮地に立たされると、トゥアゴンはアマンに使者を派遣してヴァラールに赦しと助力を乞うべく、キーアダンとともにあたらしく船団を作り上げ西の海へ送り出した。この試みは結局失敗するものの、期せずして新たな希望がゴンドリンにもたらされることとなった。

### ゴンドリンの没落

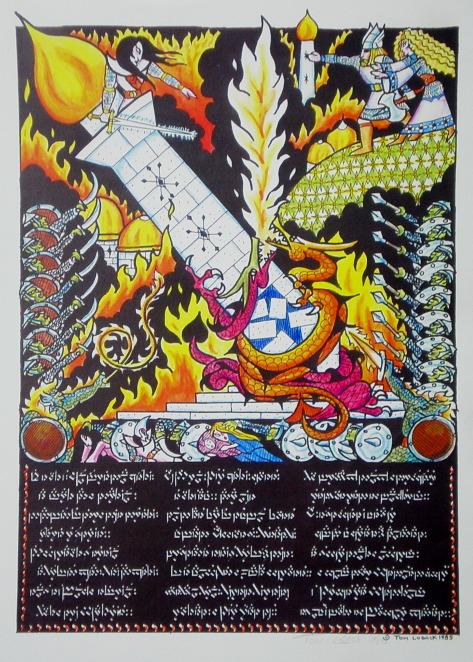
トゥアゴンと彼の塔が大龍たち（一体はおそらくゴンドリンの獣）によって破壊される場面を描いた作品

トゥアゴンとかれの民は長いあいだ孤立していたが、かれの娘イドリルと結ばれることになるトゥオルが、ウルモに導かれて隠れ王国の秘密の入り口を見いだした。トゥオルの到来はウルモによって予言されていた。ウルモはトゥアゴンに、ヴィンヤマールにかれの鎧を残すように伝え、それを新たな使者はそれを着けて現れると予言した。トゥオルはその鎧を着けてゴンドリンに到着したので、トゥアゴンはかれがウルモの使者であることを知った。トゥオルがもたらした、ゴンドリンを放棄せよとの警告を、トゥアゴンは拒絶した。鷲たちはモルゴスの密偵を見逃さなかったので、かれはゴンドリンの秘密は守れると考えたからである。トゥアゴンとかれの軍団はニアナイス・アルノイディアドに参戦し、結局は敗れたものの、ノルドールとその同盟軍が総崩れし完全に壊滅するのを防いだ。しかし、かれの甥マイグリンの裏切りによって冥王はゴンドリンの位置を知り、その軍勢によってゴンドリンは滅び、トゥアゴンは討ち死にした。

## 註
1. ↑  アルダの年表によれば、かれの父フィンゴルフィンの誕生がヴァラ年の4690年で、かれの妹アレゼルの誕生が4862年。
2. ↑   J. R. R. Tolkien (1987). in Christopher Tolkien (ed.): The Lost Road and Other Writings. Boston: Houghton Mifflin, "The Etymologies".
3. ↑   J. R. R. Tolkien (1987). in Christopher Tolkien (ed.): The Peoples of Middle-earth. Boston: Houghton Mifflin, "The Shibboleth of Fëanor".
4. ↑  アルゴンは、『中つ国の歴史』として出版された、トールキンの極めて後期の文献のみに現れ、『シルマリルの物語』には現れない。

## フィンゴルフィンの系図
|                  |                  | フィンウェ       | フィンウェ       | フィンウェ       | フィンウェ       | フィンウェ | フィンウェ |            |            | インディス | インディス | インディス | インディス | インディス | インディス |                |                |                |                |                |                |  |  |          |          |          |          |            |            |            |            |            |            |        |        |        |        |  |  |          |          |          |          |          |          |  |  |
|                  |                  | フィンウェ       | フィンウェ       | フィンウェ       | フィンウェ       | フィンウェ | フィンウェ |            |            | インディス | インディス | インディス | インディス | インディス | インディス |                |                |                |                |                |                |  |  |          |          |          |          |            |            |            |            |            |            |        |        |        |        |  |  |          |          |          |          |          |          |  |  |
|                  |                  |                  |                  |                  |                  |            |            |            |            |            |            |            |            |            |            |                |                |                |                |                |                |  |  |          |          |          |          |            |            |            |            |            |            |        |        |        |        |  |  |          |          |          |          |          |          |  |  |
|                  |                  |                  |                  |                  |                  |            |            |            |            |            |            |            |            |            |            |                |                |                |                |                |                |  |  |          |          |          |          |            |            |            |            |            |            |        |        |        |        |  |  |          |          |          |          |          |          |  |  |
| フィンゴルフィン | フィンゴルフィン | フィンゴルフィン | フィンゴルフィン | フィンゴルフィン | フィンゴルフィン |            |            | アナイレ   | アナイレ   | アナイレ   | アナイレ   | アナイレ   | アナイレ   |            |            | フィナルフィン | フィナルフィン | フィナルフィン | フィナルフィン | フィナルフィン | フィナルフィン |  |  |          |          |          |          |            |            |            |            |            |            |        |        |        |        |  |  |          |          |          |          |          |          |  |  |
| フィンゴルフィン | フィンゴルフィン | フィンゴルフィン | フィンゴルフィン | フィンゴルフィン | フィンゴルフィン |            |            | アナイレ   | アナイレ   | アナイレ   | アナイレ   | アナイレ   | アナイレ   |            |            | フィナルフィン | フィナルフィン | フィナルフィン | フィナルフィン | フィナルフィン | フィナルフィン |  |  |          |          |          |          |            |            |            |            |            |            |        |        |        |        |  |  |          |          |          |          |          |          |  |  |
|                  |                  |                  |                  |                  |                  |            |            |            |            |            |            |            |            |            |            |                |                |                |                |                |                |  |  |          |          |          |          |            |            |            |            |            |            |        |        |        |        |  |  |          |          |          |          |          |          |  |  |
|                  |                  |                  |                  |                  |                  |            |            |            |            |            |            |            |            |            |            |                |                |                |                |                |                |  |  |          |          |          |          |            |            |            |            |            |            |        |        |        |        |  |  |          |          |          |          |          |          |  |  |
| フィンゴン       | フィンゴン       | フィンゴン       | フィンゴン       | フィンゴン       | フィンゴン       |            |            | トゥアゴン | トゥアゴン | トゥアゴン | トゥアゴン | トゥアゴン | トゥアゴン |            |            | エレンウェ     | エレンウェ     | エレンウェ     | エレンウェ     | エレンウェ     | エレンウェ     |  |  | アレゼル | アレゼル | アレゼル | アレゼル | アレゼル   | アレゼル   |            |            | エオル     | エオル     | エオル | エオル | エオル | エオル |  |  | アルゴン | アルゴン | アルゴン | アルゴン | アルゴン | アルゴン |  |  |
| フィンゴン       | フィンゴン       | フィンゴン       | フィンゴン       | フィンゴン       | フィンゴン       |            |            | トゥアゴン | トゥアゴン | トゥアゴン | トゥアゴン | トゥアゴン | トゥアゴン |            |            | エレンウェ     | エレンウェ     | エレンウェ     | エレンウェ     | エレンウェ     | エレンウェ     |  |  | アレゼル | アレゼル | アレゼル | アレゼル | アレゼル   | アレゼル   |            |            | エオル     | エオル     | エオル | エオル | エオル | エオル |  |  | アルゴン | アルゴン | アルゴン | アルゴン | アルゴン | アルゴン |  |  |
|                  |                  |                  |                  |                  |                  |            |            |            |            |            |            |            |            |            |            |                |                |                |                |                |                |  |  |          |          |          |          |            |            |            |            |            |            |        |        |        |        |  |  |          |          |          |          |          |          |  |  |
|                  |                  |                  |                  |                  |                  |            |            |            |            |            |            | イドリル   | イドリル   | イドリル   | イドリル   | イドリル       | イドリル       |                |                |                |                |  |  |          |          |          |          | マイグリン | マイグリン | マイグリン | マイグリン | マイグリン | マイグリン |        |        |        |        |  |  |          |          |          |          |          |          |  |  |